# 布盧明頓 (明尼蘇達州)
布盧明頓（英語：Bloomington）是美國明尼蘇達州亨內平縣的一座城市，靠近明尼蘇達河匯入密西西比河之處，與伊甸草原、伊代納、里奇菲爾德三座城市比鄰，位於明尼阿波利斯的南部郊區，是明尼蘇達州的第四大城。依據2020年美國人口普查結果，布卢明顿共有人口89,987人。

## 外部連結
- City of Bloomington official website （页面存档备份，存于）
- Bloomington Convention and Visitors Bureau （页面存档备份，存于）
- Bloomington Historical Society （页面存档备份，存于）